# Ð
Ð, ð (eth, também chamada de edh, eð ou ðæt) é uma letra usada em inglês antigo, inglês médio (inicialmente), nórdico antigo, islandês, feroês e dalecarliano, um grupo de dialetos suecos.

## História
O eth nasceu na escrita irlandesa antiga, adicionando uma barra ao ascendente do d. Na forma minúscula, a forma curva da tipografia foi conservada, o que não aconteceu com o d em geral.
Em islandês, geralmente representa a fricativa dental sonora, embora possa representar também a fricativa dental surda [θ] quando antes de um som surdo (como em maðkur, que é pronunciado [ˈmaθkʏr]). Em feroês, não representa nenhum fonema específico, mas pode ter várias pronúncias dependendo da posição, representando sons aproximantes (glides). A pronúncia do eth em dalecarliano é igual à do islandês.
Em inglês antigo, eth e thorn (Þ,þ) eram usados para representar as fricativas interdentais sonoras e surdas, e um podia ser usado no lugar do outro. A letra ð foi usada largamente durante a era Anglo-Saxã, mas caiu em desuso e por volta de 1300 já havia praticamente desaparecido. O thorn sobreviveu por mais tempo, até que foi substituído pelo dígrafo inglês moderno th por volta do ano de 1500.
No Alfabeto fonético internacional, a letra eth é usada para representar a fricativa interdental sonora.